# Isla Esmeralda (Canadá)
La isla Esmeralda (en inglés: Emerald Isle) es una de las islas árticas de Canadá, perteneciente específicamente a las islas Parry, un subgrupo de las islas Reina Isabel (Queen Elizabeth). Pertenece a los Territorios del Noroeste, en el norte de Canadá. Está situada en las coordenadas geográficas 76°48′N 114°07′O / 76.800, -114.117 tiene una superficie de 549 km ², 35 km de largo, 17 km de ancho y su punto más elevado está a 150 metros.